# Antropopatyzm
Antropopatyzm (z gr. anthropopathes, „mający ludzkie uczucia”, od anthropos – człowiek i pathos – doznawanie) – forma antropomorfizmu. Polega na przypisywaniu zwierzętom, roślinom lub przedmiotom nieożywionym uczuciowości ludzkiej. W innym znaczeniu jest to przypisywanie uczuć ludzkich bóstwu.